# Marques routières en Suède
Les marques sur la chaussée (marques routières) sont employées, lorsque l’autorité compétente le juge nécessaire, pour régler la circulation, avertir ou guider les usagers de la route. Elles peuvent être employées soit seules, soit avec d’autres moyens de signalisation qui en renforcent ou en précisent les indications.
En Suède les marques de signalisation routière sont officiellement publiées dans le Vägmärkesförordningen, VMF (1978:1001), (catalogue des signalisations).

## Conformité avec les règles internationales
Bien que la Suède ne soit pas signataire de la convention de Vienne sur la signalisation routière, pour ce qui concerne les marques routières, elle en respecte les prescriptions.

## Types de marques

Ligne axiale discontinue
Ligne axiale continue
Ligne d’avertissement
Ligne axiale mixte
Ligne d’avertissement mixte discontinue
Ligne d’avertissement mixte continue
Ligne double d’interdiction de dépasser
Marques de voies réversibles (dont le sens de circulation peut être inversé)
Ligne de guidage
Ligne de voie réservée
ligne de piste cyclable
Ligne de rive discontinue
Ligne de rive continue
Ligne de STOP
Ligne de cédez-le-passage
Passage pour piétons
Passage pour cycles
Flèche de présignalisation de voie
Flèche de rabattement
Marque d’annonce d’obstacle
Marques de bus, taxi ou stop
marques de parc de stationnement
Arrêt et stationnement interdits
Stationnement interdit
Stationnement interdit (arrêt de car)
Présignalisation pour cycles
Présignalisation de cédez-le-passage
Personnes handicapées